# Puente (arquitectura)

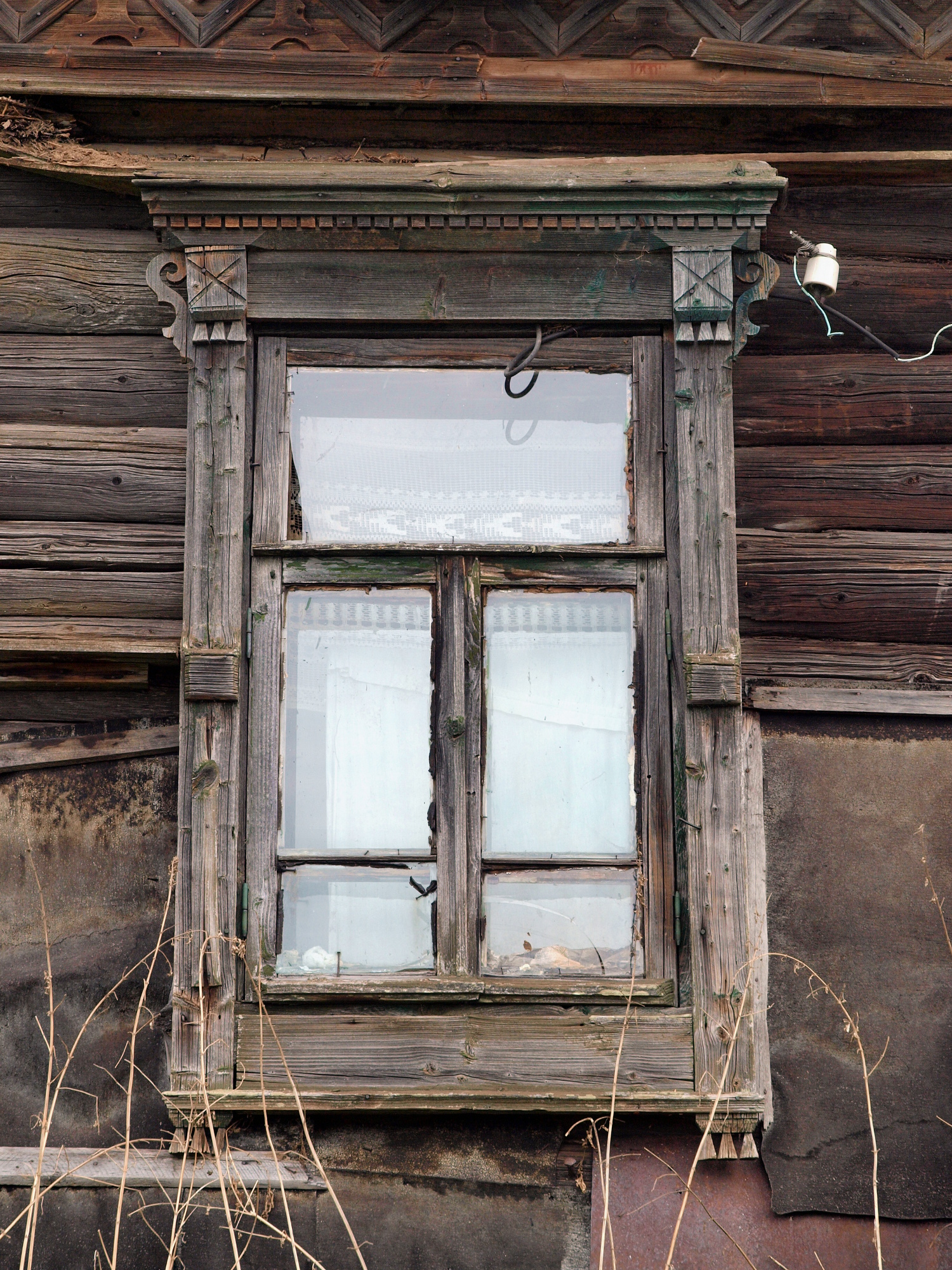
Puente en la base de una ventana

En arquitectura, se llama puente al madero que forma la parte inferior de una ventana o antepecho que se sitúa generalmente a media altura de una persona. 
En general, todo madero colocado horizontalmente se denomina puente y más específicamente los que forman parte de los entramados. 